# Desmediaperoecia irregularis
Desmediaperoecia irregularis is een mosdiertjessoort uit de familie van de Diaperoeciidae. De wetenschappelijke naam van de soort is voor het eerst geldig gepubliceerd in 1983 door Moyano.